# Goulven
Goulven (bret. Goulc'hen) – miejscowość i gmina we Francji, w regionie Bretania, w departamencie Finistère.
Według danych na rok 1990 gminę zamieszkiwały 482 osoby, a gęstość zaludnienia wynosiła 76 osób/km² (wśród 1269 gmin Bretanii Goulven plasuje się na 840. miejscu pod względem liczby ludności, natomiast pod względem powierzchni na miejscu 973.).